# Richard Wagner (juez)
Richard Wagner (pronunciación en francés: /vɑɡnɛːʁ/ vahg-NAIR; nacido el 2 de abril de 1957) es un jurista canadiense que ocupa el puesto 18 y actual presidente de la Corte Suprema de Canadá desde 2017. Anteriormente fue juez puisne de la Corte de Apelación de Quebec (2011-2012) y de la Corte Suprema de Canadá (2012-2017). Durante varios meses en 2021, tras la dimisión de Julie Payette como gobernadora general de Canadá, Wagner fue el administrador del Gobierno de Canadá, además de presidente de la Corte Suprema.

## Biografía

### Primeros años
Wagner nació en Montreal, Quebec, hijo de Gisèle (de soltera Normandeau) y Claude Wagner, antiguo diputado y senador. Estudió en el Collège Jean-de-Brébeuf de Montreal antes de licenciarse en Ciencias Sociales y Políticas por la Universidad de Ottawa en 1978. En 1979 obtuvo la Licenciatura en Derecho (LL.L.), —equivalente en Derecho Civil a la Licenciatura en Derecho (LLB) o Juris Doctor (JD), por la misma institución.

### Corte Suprema de Canadá
El 2 de octubre de 2012, el Primer Ministro Stephen Harper lo nombró miembro de la Corte Suprema de Canadá en sustitución de la jueza Marie Deschamps, que se jubilaba. Su nombramiento fue confirmado el 5 de octubre de 2012.
El 3 de diciembre de 2012 se celebró una ceremonia por el nombramiento de Wagner en la sala de vistas de la Corte Suprema de Canadá. Al acto asistieron la presidenta saliente del Tribunal, Beverley McLachlin, el ministro federal de Justicia y Fiscal General, Rob Nicholson, y la viceministra de Justicia de Quebec, Nathalie G. Drouin.
El 12 de diciembre de 2017, el primer ministro Justin Trudeau nombró a Wagner sucesor de Beverly McLachlin como presidente de la Corte Suprema de Canadá.
Wagner se ha ofrecido voluntario para juzgar concursos simulados de facultades de Derecho. Por ejemplo, en marzo de 2022 formó parte del jurado final del concurso de derecho medioambiental Willms & Shier, ganado por Sarah Ormandy y Anya Manukyan, de la Universidad de Alberta.

### Administrador de Canadá
El 23 de enero de 2021, Wagner se convirtió en Administrador del Gobierno de Canadá tras la dimisión de la Gobernadora General Julie Payette en respuesta a una investigación por acoso laboral. En virtud de las Cartas reales de 1947, el presidente de la Corte Suprema de Canadá es el adjunto principal de oficio del gobernador general, y puede actuar como gobernador general cuando el cargo está vacante. Sólo los magistrados de la Corte Suprema de Canadá están autorizados a desempeñar funciones de vicegobernador federal con carácter interino. Cesó como administrador el 26 de julio de 2021, tras el nombramiento de Mary Simon como gobernadora general. Durante seis meses, Wagner fue el administrador de Canadá que más tiempo estuvo en el cargo en toda la historia.